# لينور زان
لينور إليزابيث زان (بالإنجليزية: Lenore Elizabeth Zann)‏ وهي ممثلة وسياسية أسترالية المولد كندية الجنسية ولدت في يوم 22 نوفمبر 1959 في مدينة سيدني في أستراليا، بدأت التمثيل في سنة 1980 ولا زالت مُستمرة.

## روابط خارجية
- لينور زان على موقع IMDb (الإنجليزية)
- لينور زان على موقع قاعدة بيانات الفيلم (الإنجليزية)